# Peter Cehlárik
Peter Cehlárik (* 2. srpna 1995, Žilina, Slovensko) je slovenský hokejista.

## Klubová kariéra
Peter Cehlárik působil na mládežnické úrovni na Slovensku v klubu MsHK Žilina. V sezóně 2011/12 odešel do Švédska do klubu Luleå HF.

## Reprezentace
Zahrál si za Slovensko na světovém šampionátu osmnáctiletých v roce 2013. Reprezentoval Slovensko i na mistrovství světa dvacetiletých v letech 2014 ve Švédsku a 2015 v Kanadě.
V roce 2016 ho trenér Slovenska Zdeno Cíger vzal na mistrovství světa 2016 v Rusku.
| Rok                       | Tým                       | Soutěž                    | Z                         | G  | A  | B  | TM |    |
| ------------------------- | ------------------------- | ------------------------- | ------------------------- | -- | -- | -- | -- | -- |
| 2012                      | Slovensko 18              | MIH-18                    | 2                         | 0  | 0  | 0  | 0  |    |
| 2013                      | Slovensko 18              | MS-18                     | 6                         | 2  | 5  | 7  | 0  |    |
| 2014                      | Slovensko 20              | MSJ                       | 5                         | 0  | 3  | 3  | 2  |    |
| 2015                      | Slovensko 20              | MSJ                       | 7                         | 2  | 1  | 3  | 6  |    |
| 2016                      | Slovensko                 | MS                        | 5                         | 1  | 0  | 1  | 2  |    |
| 2021                      | Slovensko                 | MS                        | 8                         | 5  | 6  | 11 | 6  |    |
| 2022                      | Slovensko                 | OH                        | 7                         | 2  | 2  | 4  | 4  |    |
| 2023                      | Slovensko                 | MS                        | 5                         | 2  | 2  | 4  | 2  |    |
| 2024                      | Slovensko                 | MS                        | 8                         | 3  | 1  | 4  | 4  |    |
| Juniorská kariéra celkově | Juniorská kariéra celkově | Juniorská kariéra celkově | Juniorská kariéra celkově | 20 | 4  | 9  | 13 | 8  |
| Seniorská kariéra celkově | Seniorská kariéra celkově | Seniorská kariéra celkově | Seniorská kariéra celkově | 33 | 13 | 11 | 24 | 18 |